# Георги Георгиев (геолог)
Вижте пояснителната страница за други личности с името Георги Георгиев.
Георги Костов Георгиев е български геолог и петрограф, професор в Държавната политехника и член-кореспондент на Българската академия на науките.

## Биография
Роден е на 20 септември 1905 г. в Ловеч. През 1923 г. завършва гимназиалното си образование и в периода до 1939 г. е учител. През 1931 г. завършва естествена история в Софийския университет. През 1953 г. специализира петрография в Карловия университет в Прага, а през 1960 г. в Хумболтовия университет в Берлин. От 1939 до 1946 г. е асистент в катедрата по минерология и петрография в Соийския университет. В периода 1946 – 1949 г. е доцент в Техническия факултет на Варненския университет, от 1949 до 1951 г. е доцент, а през 1951 г. е избран за професор в катедра рудни находища в Държавната политехника в София. Той е сред основателите на Висшия минно-геоложки университет. Умира на 7 февруари 1992 г.
Член е на Съюза на научните работници в България. През 1972 г. е избран за член-кореспондент на Българска академия на науките. От 1976 г. е член на Международната комисия по история на геоложките науки. Почетен член е на Българското геологическо дружество, Дружеството за история и философия на науката и е член на Президиума на Висшата атестационна комисия.
Научните му интереси са в областта на петрографията на магмените и метаморфните скали, геоморфологията и историята на геоложките науки. Автор е на над 200 научни труда. Пише разкази, пътеписи и спомени за видни български писатели.
Носител е на „Народен орден на труда“, „Червено знаме на труда“, орден „Кирил и Методий“ I степен, орден „Народна република България“ I степен и медал „25 години народна власт“.